# Рафаэл Кариока
Рафаэ́л де Со́уза Пере́йра (порт. Rafael de Souza Pereira; 18 июня 1989, Рио-де-Жанейро, Бразилия), более известный как Рафаэ́л Карио́ка (порт. Rafael Carioca) — бразильский футболист, полузащитник мексиканского клуба «УАНЛ Тигрес».

## Биография

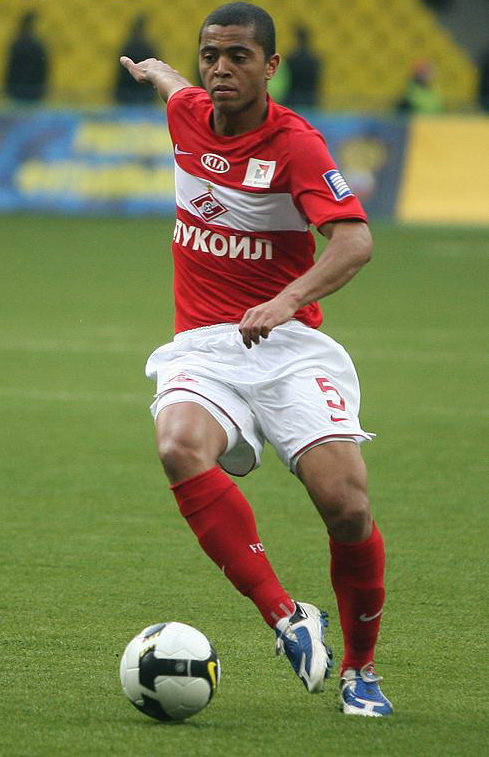
Рафаэл Кариока в «Спартаке»

Начал свою футбольную карьеру в молодёжной команде клуба «Сендас» из Рио-де-Жанейро. Затем Кариока выступал за клуб «Пау ди Асукар» из Сан-Паулу, а затем вернулся в Рио-де-Жанейро и стал игроком молодёжного состава клуба «Профути».
В 2006 году Рафаэл перешёл в «Гремио» из города Порту-Алегри. В начале своего пребывания в Порту-Алегри Рафаэл хотел вернуться в Рио-де-Жанейро, но постепенно отказался от этой идеи. 26 марта 2008 года Рафаэл дебютировал за основную команду «Гремио» в матче против клуба «15 ноября», выйдя на замену. В июле 2008 года Рафаэл продлил свой контракт с «Гремио» до 30 июня 2013 года.
В декабре 2008 года Рафаэлем были заинтересованны несколько российских клубов, среди которых были московские «Локомотив» и «Спартак». 15 декабря 2008 года Кариока оформил пятилетний контракт с московским «Спартаком». Рафаэл дебютировал в чемпионате России 15 марта 2009 года в игре первого тура с петербургским «Зенитом»; игра завершилась вничью 1:1.
В ноябре 2009 года начались переговоры по поводу перехода Кариоки, желавшего вернуться в Бразилию, в клуб «Васко да Гама». Переговоры были связаны с желанием Кариоки вернуться на родину и выступать в чемпионате Бразилии, чтобы быть на глазах главного тренера сборной Бразилии, Дунги. Другой причиной перехода Рафаэл назвал беременность жены, холодную погоду и тяжёлый для освоения русский язык. 11 января 2010 года Кариока, на правах годичной аренды, перешёл в «Васко да Гаму», при этом «Спартак», при желании, мог отозвать футболиста в августе. Клуб не воспользовался этим пунктом договора.
28 января 2010 года Кариока дебютировал в составе «Васко да Гамы» в матче чемпионата штата Рио-де-Жанейро с клубом «Макаэ», в котором «Васко» победил 4:0. В июне 2010 года Кариока пострадал от болельщиков «Васко», которые оскорбляли футболиста после поражения от «Сантоса» со счётом 0:4.
В декабре 2010 года Кариока заявил, что «Спартак» дал согласие на продолжение его выступлений в Бразилии. Главный тренер команды, Валерий Карпин заявил, что «девятого января Кариока обязан прибыть в расположение „Спартака“». 17 февраля 2011 года Кариока вышел на поле в составе Спартака в матче со швейцарским «Базелем». 11 мая Кариока получил травму — разрыв связок правого голеностопного сустава, и выбыл из строя на два месяца. Но уже 11 июня вышел на поле в матче с «Рубином».
6 ноября 2011 года Кариока получил красную карточку в матче с московским «Динамо». 6 мая 2012 года Кариока в матче против «Зенита» забил свой первый мяч в карьере. Мяч стал победным в этом матче. 23 октября 2012 года Кариока, на третьей минуте матча, открыл счет в матче Лиги Чемпионов против португальской «Бенфики». Матч завершился победой российской команды — 2:1.
В конце мая 2013 года Кариока продлил контракт со «Спартаком» до 2017 года. 22 августа 2013 года впервые был выбран капитаном «Спартака» — в матче с «Санкт-Галленом».
9 августа 2014 года Кариока перешёл в аренду в «Атлетико Минейро», а летом 2015 года «Спартак» продал «Атлетико Минейро» половину прав на игрока.
25 августа 2017 года Кариока перешёл в мексиканский клуб «Тигрес», заплативший за трансфер футболиста 6 млн долларов.

## Достижения

### Командные
Согласно:
«Гремио»
- Серебряный призёр чемпионата Бразилии (1): 2008

«Спартак» (Москва)
- Серебряный призёр чемпионата России (2): 2009, 2012

«Атлетико Минейро»
- Обладатель Кубка Бразилии (1): 2014
- Финалист Кубка Бразилии (1): 2015
- Серебряный призёр чемпионата Бразилии (1): 2015

«УАНЛ Тигрес»
- Чемпион Мексики (3): 2017/18 (Апертура), 2018/19 (Клаусура), 2022/23 (Клаусура)
- Чемпион Лиги чемпионов КОНКАКАФ (1): 2020
- Финалист клубного чемпионата мира (1): 2020
- Финалист Лиги чемпионов КОНКАКАФ (1): 2019
- Чемпион чемпионов (1): 2018

### Личные
- Обладатель «Серебряного мяча» Бразилии: 2015[32]

## Статистика выступлений
| Выступление      | Выступление      | Выступление      | Лига | Лига | Лига штата | Лига штата | Кубок | Кубок | Континентальный | Континентальный | Итого | Итого |
| Клуб             | Лига             | Сезон            | Игры | Голы | Игры       | Голы       | Игры  | Голы  | Игры            | Голы            | Игры  | Голы  |
| ---------------- | ---------------- | ---------------- | ---- | ---- | ---------- | ---------- | ----- | ----- | --------------- | --------------- | ----- | ----- |
| Гремио           | Серия A          | 2008             | 37   | 0    | —          | —          | —     | —     | —               | —               | 37    | 0     |
| Гремио           | Итого            | Итого            | 37   | 0    | —          | —          | —     | —     | —               | —               | 37    | 0     |
| Спартак М        | Премьер-лига     | 2009             | 23   | 0    | —          | —          | 1     | 0     | —               | —               | 24    | 0     |
| Спартак М        | Итого            | Итого            | 23   | 0    | —          | —          | 1     | 0     | —               | —               | 24    | 0     |
| → Васко да Гама  | Серия A          | 2010             | 34   | 0    | 11         | 0          | 7     | 0     | —               | —               | 52    | 0     |
| → Васко да Гама  | Итого            | Итого            | 34   | 0    | 11         | 0          | 7     | 0     | —               | —               | 52    | 0     |
| Спартак М        | Премьер-лига     | 2010/11          | —    | —    | —          | —          | 2     | 0     | 5               | 0               | 7     | 0     |
| Спартак М        | Премьер-лига     | 2011/12          | 35   | 1    | —          | —          | 2     | 0     | 2               | 0               | 39    | 1     |
| Спартак М        | Премьер-лига     | 2012/13          | 27   | 1    | —          | —          | 2     | 0     | 8               | 1               | 37    | 2     |
| Спартак М        | Премьер-лига     | 2013/14          | 26   | 0    | —          | —          | 2     | 0     | 2               | 0               | 30    | 0     |
| Спартак М        | Премьер-лига     | 2014/15          | 1    | 0    | —          | —          | —     | —     | —               | —               | 1     | 0     |
| Спартак М        | Итого            | Итого            | 89   | 2    | —          | —          | 8     | 0     | 17              | 1               | 114   | 3     |
| Атлетико Минейро | Серия A          | → 2014           | 9    | 0    | —          | —          | 3     | 0     | —               | —               | 12    | 0     |
| Атлетико Минейро | Серия A          | 2015             | 36   | 0    | 13         | 1          | 2     | 0     | 8               | 1               | 59    | 2     |
| Атлетико Минейро | Серия A          | 2016             | 27   | 1    | 11         | 1          | 7     | 0     | 9               | 1               | 54    | 3     |
| Атлетико Минейро | Серия A          | 2017             | 18   | 0    | 13         | 0          | 3     | 0     | 7               | 0               | 41    | 0     |
| Атлетико Минейро | Итого            | Итого            | 90   | 1    | 37         | 2          | 15    | 0     | 24              | 2               | 166   | 5     |
| УАНЛ Тигрес      | Лига МХ          | 2017/18          | 35   | 2    | —          | —          | 1     | 0     | 3               | 0               | 39    | 2     |
| УАНЛ Тигрес      | Лига МХ          | 2018/19          | 39   | 1    | —          | —          | 2     | 0     | 8               | 0               | 49    | 1     |
| УАНЛ Тигрес      | Лига МХ          | 2019/20          | 28   | 1    | —          | —          | —     | —     | 6               | 1               | 34    | 2     |
| УАНЛ Тигрес      | Лига МХ          | 2020/21          | 33   | 0    | —          | —          | —     | —     | 3               | 0               | 36    | 0     |
| УАНЛ Тигрес      | Лига МХ          | 2021/22          | 41   | 0    | —          | —          | —     | —     | —               | —               | 41    | 0     |
| УАНЛ Тигрес      | Лига МХ          | 2022/23          | 41   | 0    | —          | —          | —     | —     | 6               | 0               | 47    | 0     |
| УАНЛ Тигрес      | Итого            | Итого            | 217  | 4    | —          | —          | 3     | 0     | 26              | 1               | 246   | 5     |
| Всего за карьеру | Всего за карьеру | Всего за карьеру | 496  | 7    | 48         | 2          | 34    | 0     | 67              | 4               | 645   | 13    |

1. ↑  Лига чемпионов, Лига Европы, Кубок Либертадорес, Лига чемпионов КОНКАКАФ, Клубный чемпионат мира